# Джієн-Софу
Джієн-Софу (крим. Ciyen Sofu) — зникле село в Сімферопольському районі Автономної Республіки Крим, зараз затоплене Сімферопольським водосховищем.

## Історія
Турецький мандрівник Евлія Челебі, що мандрував тут у 1660-ті роки, описує «красиву широку долину, прикрашену луками». Село входило до Єхари Ічкійського кадилика Акметецького каймаканства Кримського ханства, перша документальна згадка зустрічається в Камеральному Описі Криму… 1784 року.
За переписом 1805 року в селі було 9 дворів і 53 жителя, виключно кримських татар.
Наприкінці XIX століття, після утисків з боку російського самодержавства, село спустішало, і згадується як хутір Джієн-Софу, що складався з 2 дворів, в яких проживало 6 осіб. Таку ж назву мала і дача таврійського цивільного губернатора та ватажка дворянства А.І. Казначєєва. У будинку Казначєєва був кабінет-музей природної історії, де було зібрано гарну колекцію викопних скам'янілостей та мінералів Криму. 
Згідно зі Списком населених пунктів Кримської АРСР за Всесоюзним переписом 17 грудня 1926 року, в селі Джієн-Софу було 13 дворів, всі селянські, населення становило 53 особи, з них 24 кримських татар, 18 росіян та 11 греків.
У 1951 році село було ліквидовано, а при будивництві Сімферопольського водосховища у 1950-х роках затоплено.
Зараз неподалік колишнього села знаходиться острівок-брила пермських вапняків та сімферопольський дендрарій.